# ۱۹۱۶

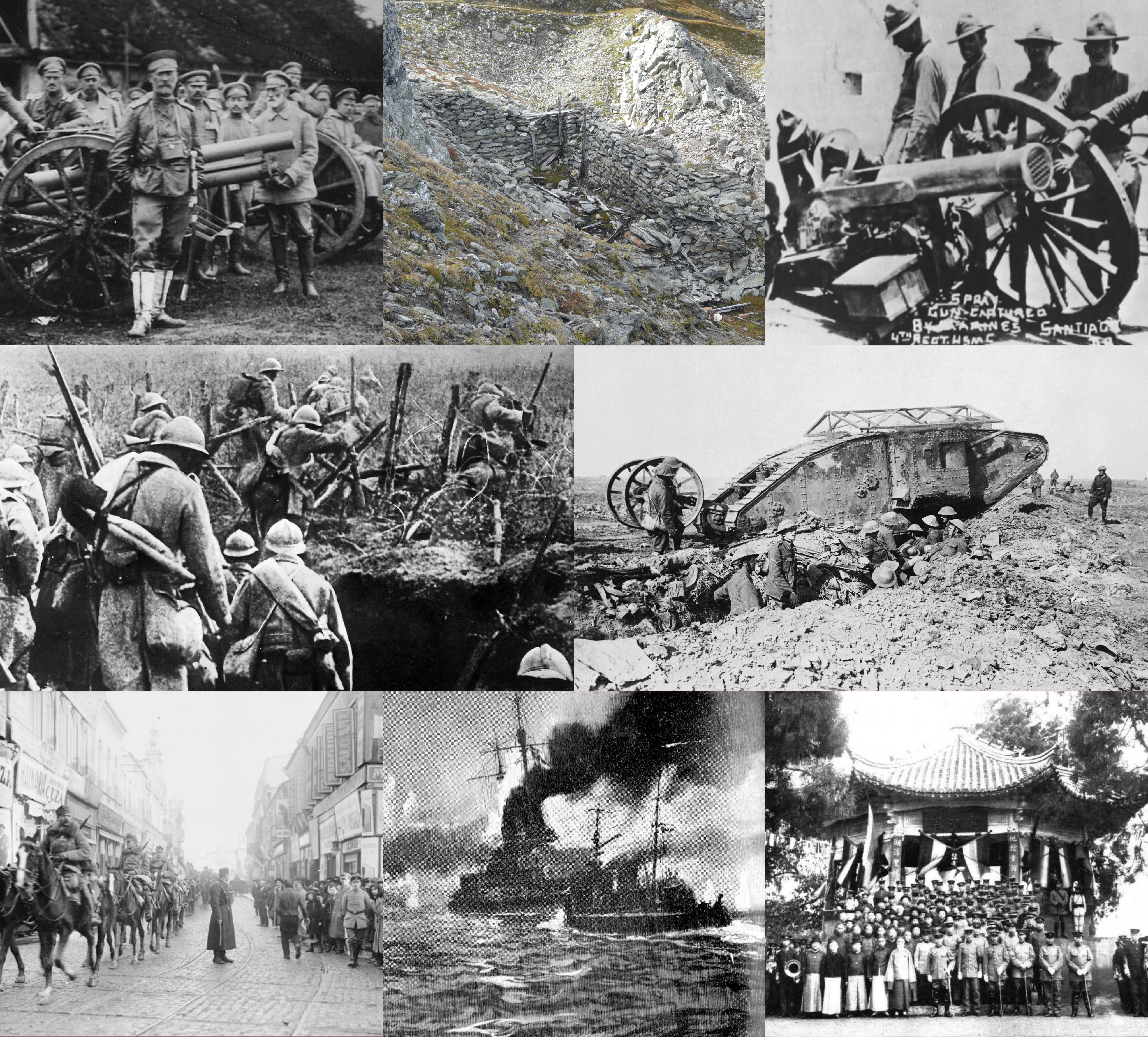

## رویدادها

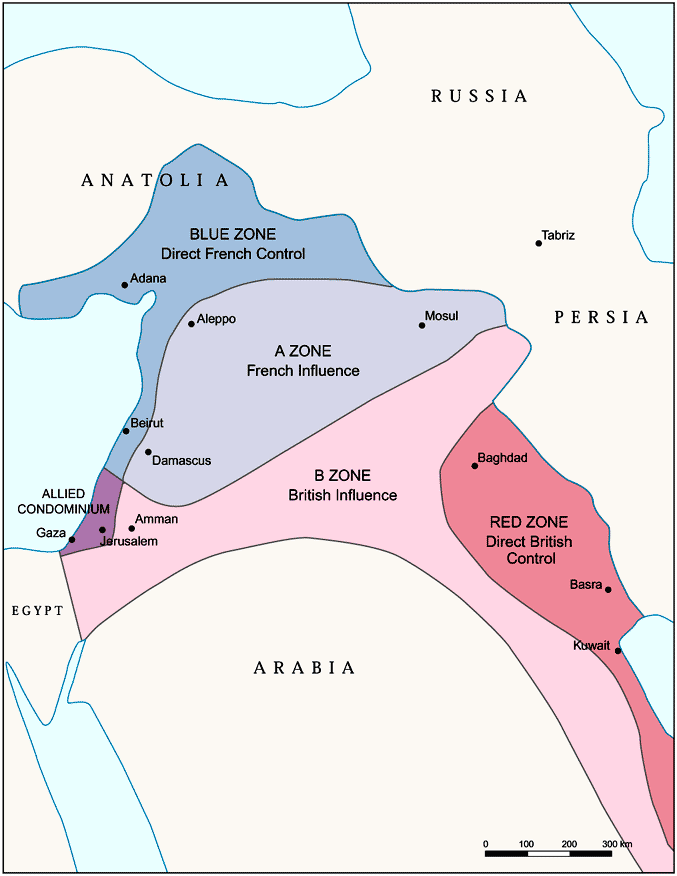
رنگ قرمز قلمرو اشغالی بریتانیا و رنگ آبی قلرو اشغالی فرانسه می‌باشد.

- ۱۶ مه - امضای مخفیانه موافقت‌نامه سایکس-پیکوت بین دولتهای متفق فرانسه و بریتانیا که بر طبق آن قلمرو متصرف شده امپراطوری عثمانی که بازندهٔ جنگ جهانی اول بود، بین این دو دولت تقسیم می‌شد.[۱]
- ۲ نوامبر شریف حسین پادشاه عربستان سعودی خود را حاکم همه کشورهای عربی قلمداد کرد.

## زادروزها
جهانگیر فروهر، بازیگر ایرانی
- ۱۲ ژانویه – پی دبلیو بوتا، سیاست‌مدار اهل آفریقای جنوبی (د. ۲۰۰۶)
- ۲۲ ژانویه – آنری دوتیو، آهنگساز فرانسوی (د. ۲۰۱۳)
- ۲۰ فوریه – جین اردمان، طراح رقص و رقاص آمریکایی
- ۲۹ فوریه – داینا شور، بازیگر و خواننده آمریکایی (د. ۱۹۹۴)
- ۱۰ مارس – داگلاس وینسنت، نظامی اهل استرالیا (د. ۱۹۹۵)
- ۱۱ مارس – هارولد ویلسون، سیاست‌مدار بریتانیایی (د. ۱۹۹۵)
- ۱۹ مارس – اروینگ والاس، نویسنده و فیلمنامه‌نویس آمریکایی (د. ۱۹۹۰)
- ۲۰ مارس – پیر مسمر، سیاست‌مدار فرانسوی (د. ۲۰۰۷)
- ۳۱ مارس – لوسیل بلیس، صداپیشه و بازیگر آمریکایی (د. ۲۰۱۲)
- ۵ آوریل – گریگوری پک، بازیگر آمریکایی (د. ۲۰۰۳)
- ۱۱ مه – کامیلو خوزه سلا، نویسنده اسپانیایی (د. ۲۰۰۲)
- ۲۴ ژوئن – ویلیام بی. سکسبی، سیاست‌مدار، وکیل، و دیپلمات آمریکایی (د. ۲۰۱۰)
- ۹ ژوئیه – ادوارد هیس، سیاست‌مدار بریتانیایی (د. ۲۰۰۵)
- ۱۴ ژوئیه – ناتالیا گینزبرگ، نویسنده و سیاست‌مدار ایتالیایی (د. ۱۹۹۱)
- ۲۴ اوت – هل اسمیت (هنرپیشه)، صداپیشه و بازیگر آمریکایی (د. ۱۹۹۴)
- ۲۸ اوت – جک ونس، نویسنده آمریکایی (د. ۲۰۱۳)
- ۲۳ سپتامبر – آلدو مورو، سیاست‌مدار ایتالیایی (د. ۱۹۷۸)
- ۴ اکتبر – ویتالی لازاریویچ گینزبرگ، فیزیک‌دان و ستاره‌شناس روسی (د. ۲۰۰۹)
- ۲۶ اکتبر – فرانسوا میتران، سیاست‌مدار فرانسوی (د. ۱۹۹۶)
- ۸ دسامبر – ریچارد فلایشر، کارگردان آمریکایی (د. ۲۰۰۶)
- ۹ دسامبر – کرک داگلاس، تهیه‌کننده، بازیگر، و کارگردان آمریکایی (د. ۲۰۲۰)
- ۱۵ دسامبر – موریس ویلکینز، فیزیک‌دان و زیست‌شناس نیوزلندی (د. ۲۰۰۴)

## مرگ‌ها
- ۱۳ ژانویه – ویکتوریانو اوارتا، سیاست‌مدار و دیپلمات مکزیکی (ز. ۱۸۵۴)
- ۱۷ ژانویه – آرتور وی جانسون، بازیگر و کارگردان آمریکایی (ز. ۱۸۷۶)
- ۱۲ فوریه – ریچارد ددکیند، ریاضی‌دان آلمانی (ز. ۱۸۳۱)
- ۱۹ فوریه – ارنست ماخ، فیزیک‌دان اتریشی (ز. ۱۸۳۸)
- ۲۰ فوریه – کلاس آرنولدسون، ژورنالیست، نویسنده، و سیاست‌مدار سوئدی (ز. ۱۸۴۴)
- ۲۸ فوریه – هنری جیمز، نویسنده آمریکایی (ز. ۱۸۴۳)
- ۴ مارس – فرانتس مارک، نقاش آلمانی (ز. ۱۸۸۰)
- ۳ مه – پاتریک پیرس، شاعر ایرلندی (ز. ۱۸۷۹)
- ۲۵ ژوئن – توماس ایکینز، عکاس، نقاش، و مجسمه‌ساز آمریکایی (ز. ۱۸۴۴)
- ۶ ژوئیه – اودیلون ردون، نقاش فرانسوی (ز. ۱۸۴۰)
- ۲۳ ژوئیه – ویلیام رمزی، شیمی‌دان بریتانیایی (ز. ۱۸۵۲)
- ۳ اوت – راجر کیسمنت، دیپلمات ایرلندی (ز. ۱۸۶۴)
- ۱۴ سپتامبر – خوزه اچه‌خارای، ریاضی‌دان اسپانیایی (ز. ۱۸۳۲)
- ۱۰ اکتبر – آنتونیو سنت‌الیا، معمار ایتالیایی (ز. ۱۸۸۸)
- ۱۲ نوامبر – پرسیوال لوول، ستاره‌شناس آمریکایی (ز. ۱۸۵۵)
- ۱۵ نوامبر – هنریک سینکیه‌ویچ، نویسنده لهستانی (ز. ۱۸۴۶)
- ۲۷ نوامبر – امیل وراران، نویسنده و شاعر بلژیکی (ز. ۱۸۵۵)
- ۱۰ دسامبر – اویاما ایوائو، سیاست‌مدار ژاپنی (ز. ۱۸۴۲)

## جوایز نوبل
- جایزه صلح نوبل -
- جایزه نوبل فیزیک - جایزه داده نشد
- جایزه نوبل شیمی - جایزه داده نشد
- جایزه نوبل اقتصاد -
- جایزه نوبل ادبیات - ورنر فون هایدنشتام
- جایزه نوبل فیزیولوژی و پزشکی -